# Wyżyna Camerona

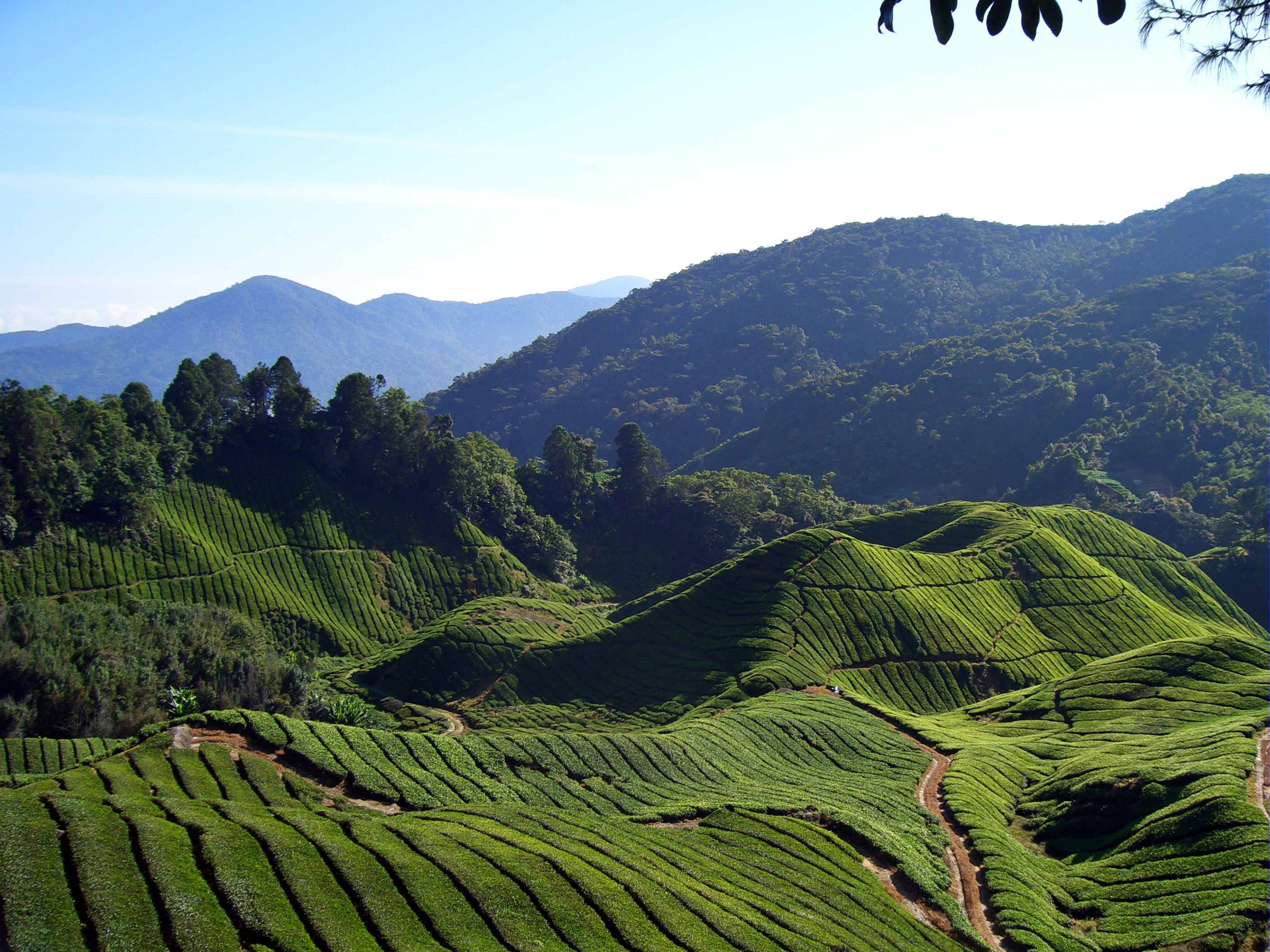
Plantacje herbaty na Wyżynie Camerona

Wyżyna Camerona (mal. Tanah Tinggi Cameron, ang. Cameron Highlands) – płaskowyż na Półwyspie Malajskim. Tę samą nazwę nosi jeden z okręgów administracyjnych położony w północno-zachodnim krańcu stanu Pahang, w zachodniej części Malezji.
Nazwa regionu upamiętnia brytyjskiego geologa i podróżnika Williama Camerona, któremu w 1885 władze kolonialne zleciły opracowanie mapy pogranicza stanów Pahang i Perak. 
Wyżyna Camerona jest jednym z najczęściej odwiedzanych przez turystów regionów Malezji. Słynie z chłodnego, wilgotnego klimatu (maksymalne temperatury w dzień rzadko przekraczają 25°C) oraz rozległych plantacji herbaty. Uprawy herbaty i warzyw wprowadzono tu w latach 20. XX wieku.